# Myrciariamyia admirabilis
Myrciariamyia admirabilis är en tvåvingeart som beskrevs av Maia 2007. Myrciariamyia admirabilis ingår i släktet Myrciariamyia och familjen gallmyggor. Inga underarter finns listade i Catalogue of Life.